# Nicolas de Largillière

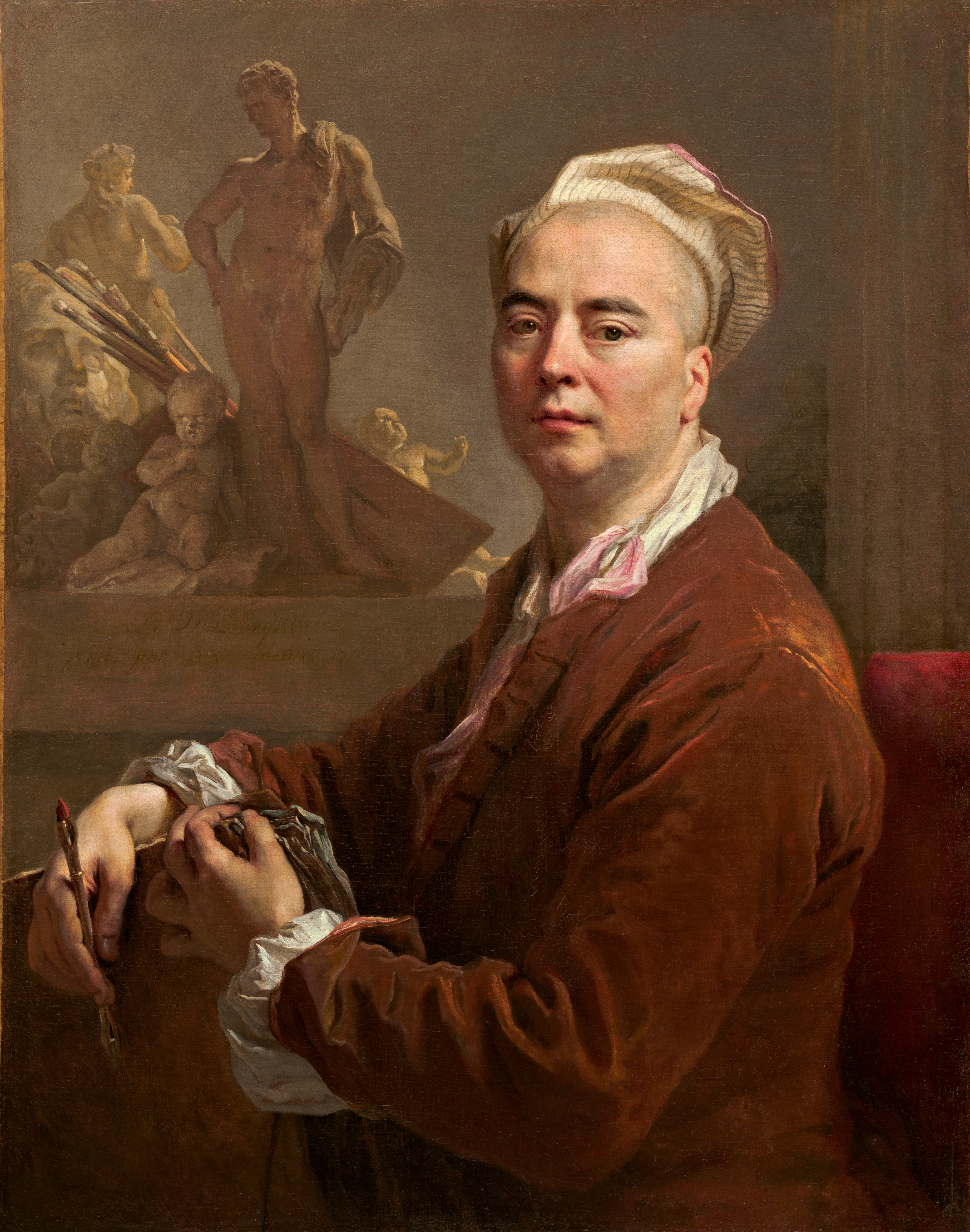
Selbstporträt

Nicolas de Largillière (* 20. Oktober 1656 in Paris; † 20. März 1746 ebenda) war ein französischer Maler des Rokoko. Er gilt neben Hyacinthe Rigaud als bester Porträtist seiner Zeit in Frankreich.

## Leben

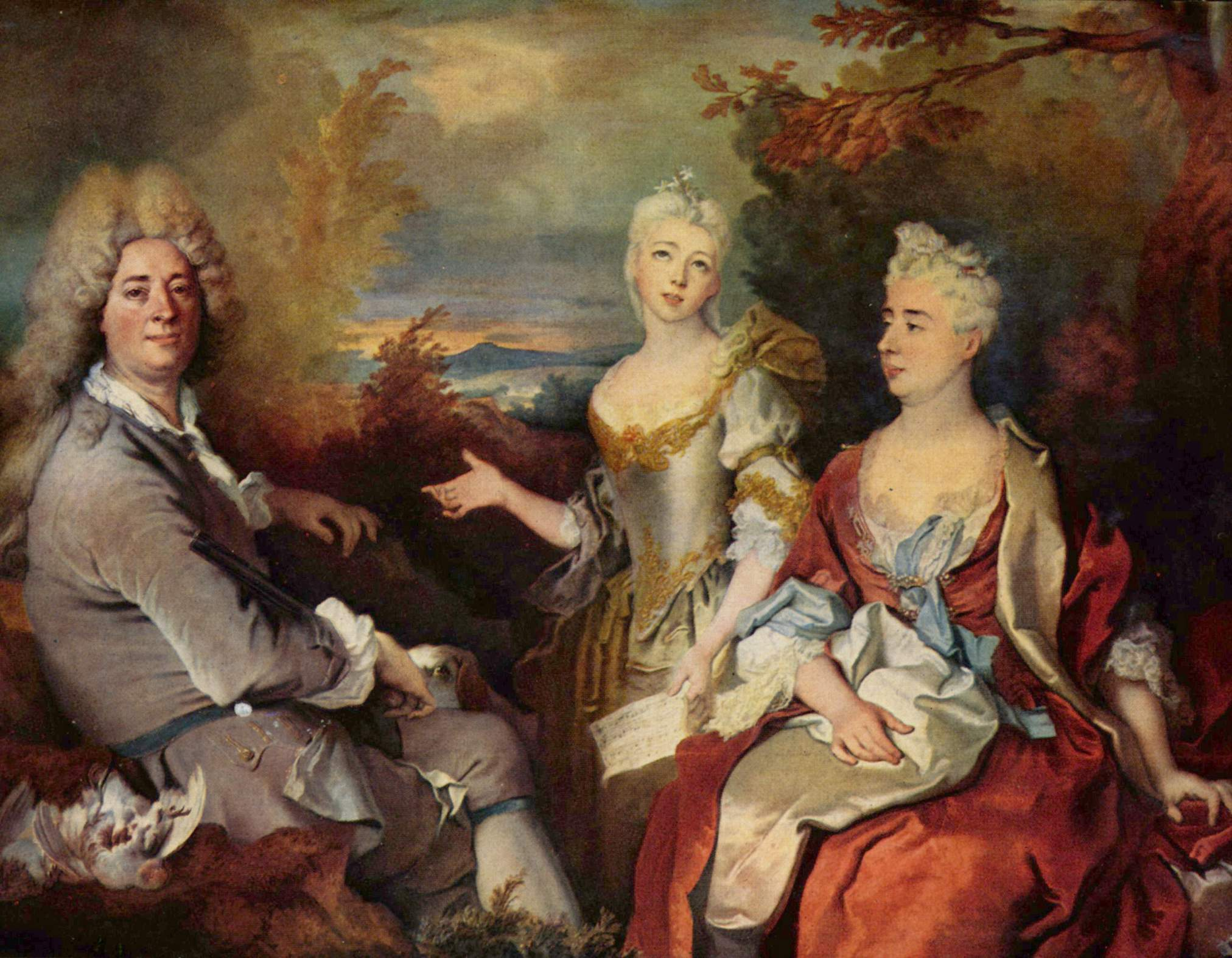
Selbstporträt mit Familie

Seine Lehrzeit verbrachte er in den Niederlanden und England. In den Niederlanden lernte er das Werk von Rubens und van Dyck kennen, das ihn nachhaltig beeinflusste. In England wirkte er als Gehilfe Peter Lelys.
Largillièrre lernte seit 1668 in Antwerpen unter Alexander Goubau und trat 1673 oder 1674 in die Lukasgilde ein. Dann ging er nach London, wo er vier Jahre blieb, bis ihn die über die Katholiken verhängten Verfolgungen vertrieben. Er wandte sich nach Paris und verließ diesen Ort nur auf kurze Zeit, als er von James II. von England bei dessen Thronbesteigung nach England berufen wurde, um ihn und die Königin zu malen. 1705 wurde er Professor, 1738 Direktor, 1743 Kanzler der Pariser Akademie. Er starb am 20. März 1746 in Paris.
Largillièrre hinterließ zahlreiche Porträts, meist von Privatleuten, die sich durch lebendige, freilich hier und da auch manierierte Auffassung, blühendes Kolorit und geistreiche Behandlung auszeichnen.

## Werke (Auswahl)
Largillièrre beschäftigte sich vorwiegend mit Porträt, Historienbildern und Stillleben. Er porträtierte fast ausschließlich Mitglieder des Hofes und des vornehmen Bürgertums.
- Bildnis eines Beamten, 1718, Leinwand, 82 × 64 cm
- Bildnis eines Unbekannten, 1710, Leinwand, 126 × 98 cm
- Bürgermeister Boucher d’Orsay, um 1704, Leinwand, 138 × 106 cm
- Der Goldschmied Thomas Germain und seine Frau, 1736, Leinwand, 145 × 112 cm
- Der Maler mit Frau und Tochter, um 1715, Leinwand, 149 × 200 cm
- Duc de Biron, 1714, Leinwand, 140 × 105 cm
- Erik Graf Sparre, 1713, Leinwand, 90 × 72 cm
- François Jules du Vaucel, 1724, Leinwand, 138 × 105 cm

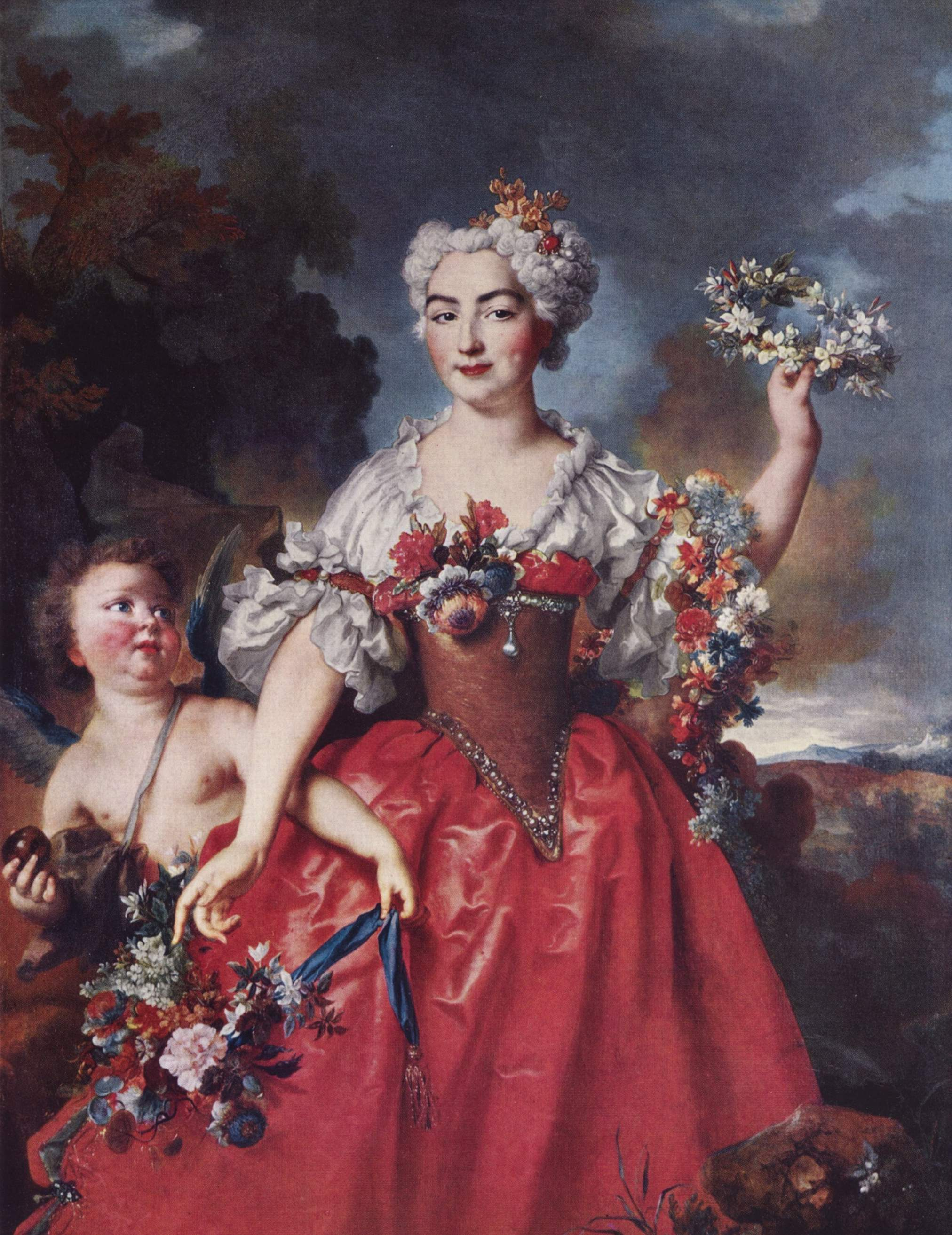
Porträt der Marquise de Gueydan als Flora
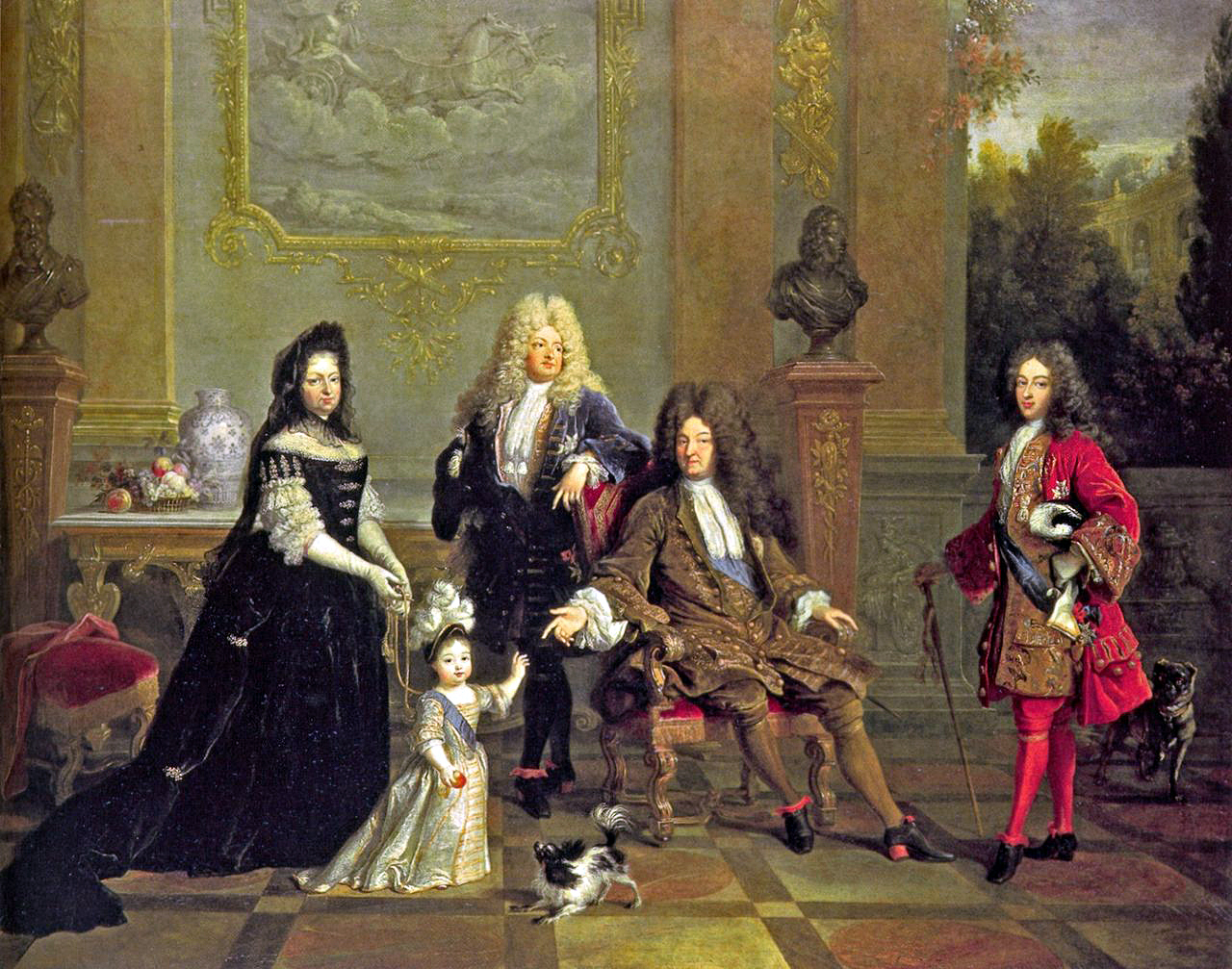
Porträt des Ludwig XIV. und seiner Erben
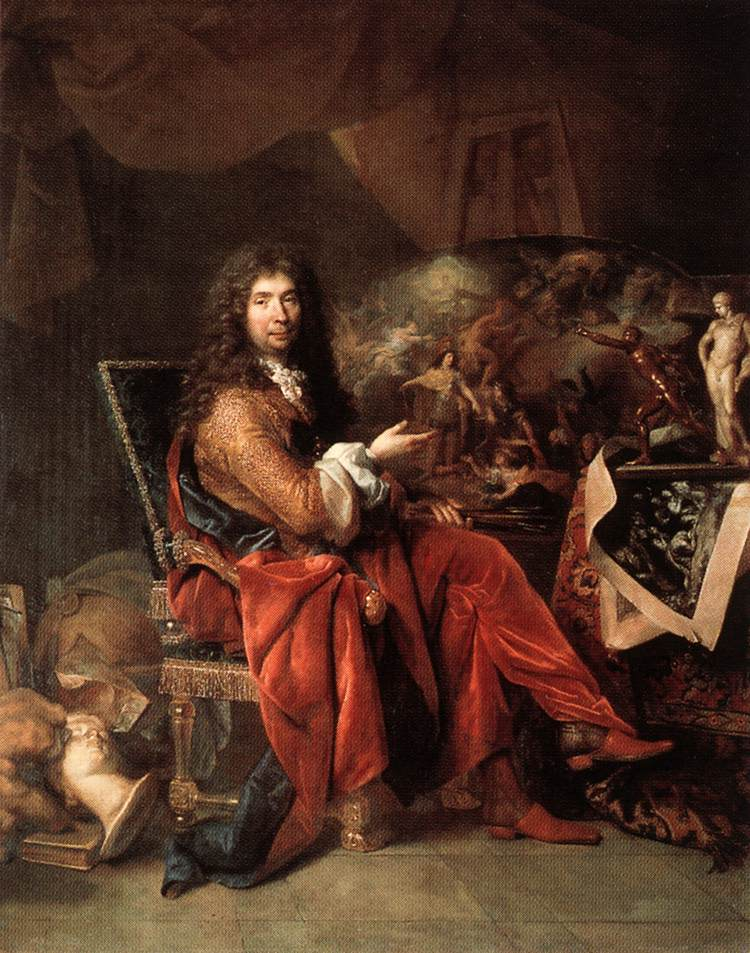
Porträt des Charles Lebrun (1686), Louvre
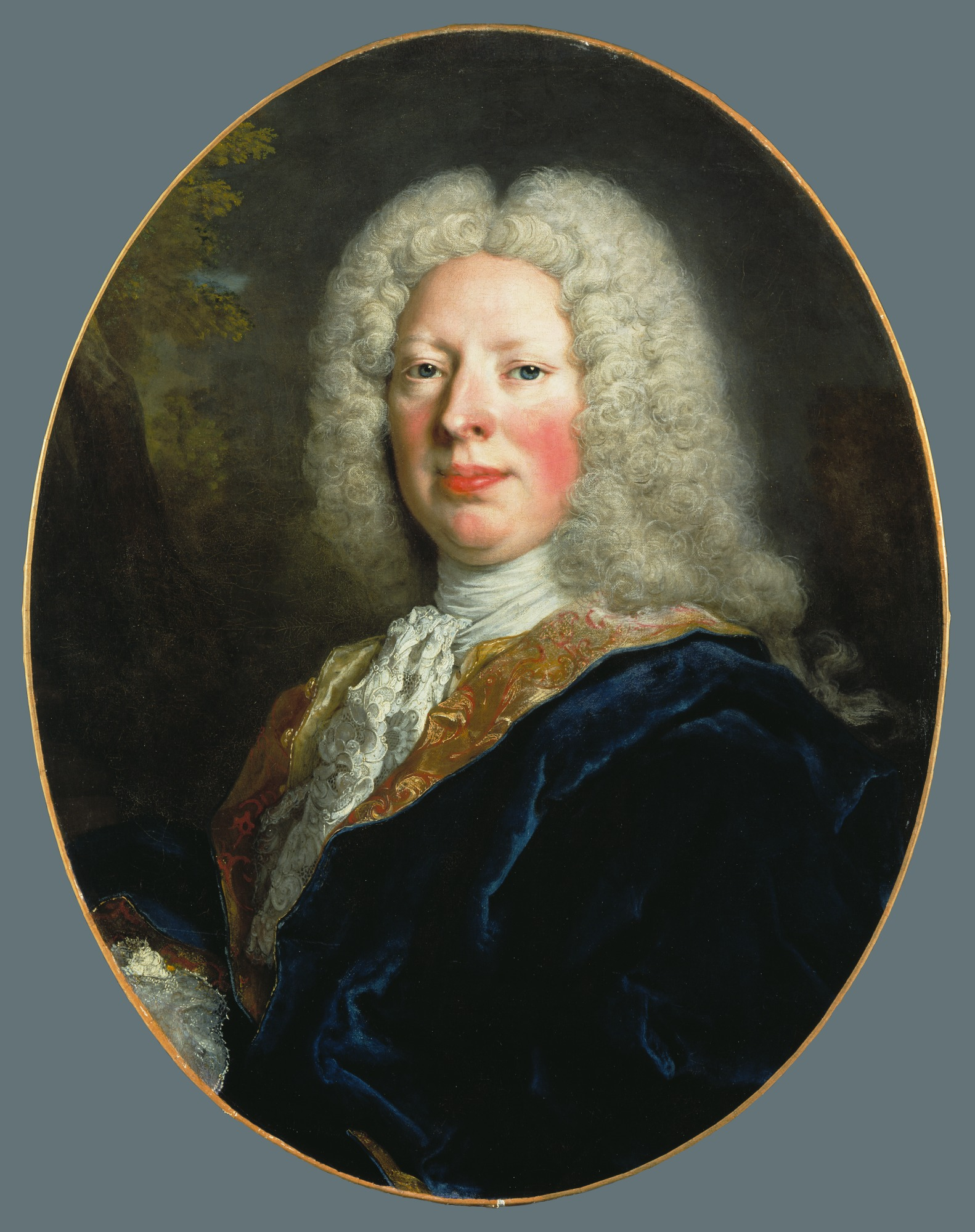
Friedrich August Graf Rutowski (ca. 1729)
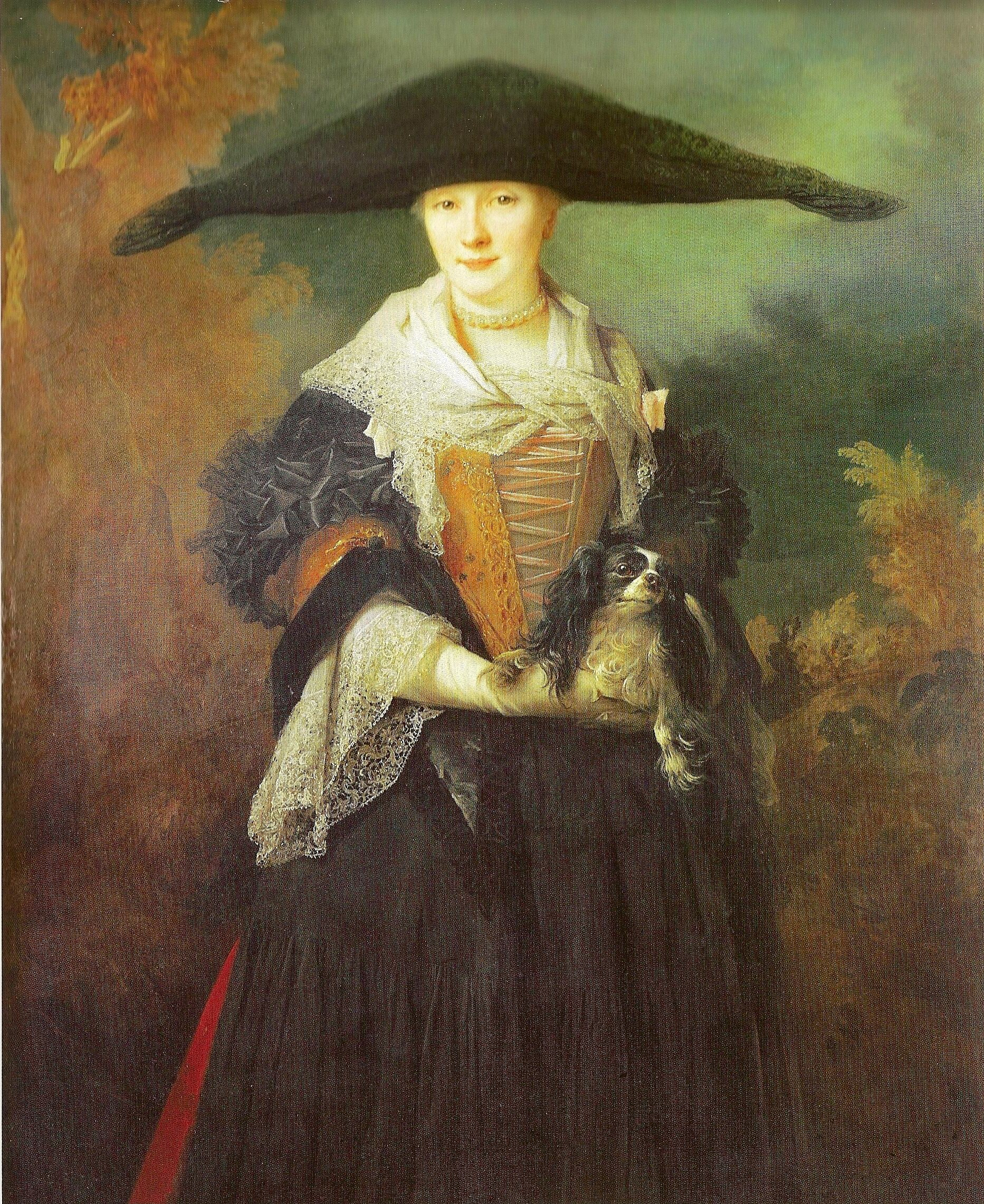
Die schöne Straßburgerin